# Trans Maldivian Airways
Trans Maldivian Airways (Pvt) Ltd., abbreviata TMA, è una compagnia aerea regionale privata con sede presso l'Aeroporto Internazionale di Malé-Ibrahim Nasir, nelle Maldive, che è anche la base principale della compagnia.
TMA è il più antico operatore operante nel paese, fornendo servizi di idrovolanti ad un gran numero di località turistiche. TMA attualmente gestisce la più grande flotta di idrovolanti al mondo. Da dicembre 2016 ha aperto una base anche presso l'Aeroporto Internazionale di Gan, situato nell'isola più meridionale dell'arcipelago maldiviano.

## Storia

### L'inizio con gli elicotteri
La società è stata fondata nel 1989 con il nome di Hummingbird Island Helicopters dal pilota Kit Chamber, utilizzando esclusivamente elicotteri per il trasporto di turisti da Malé ai vari atolli turistici. Nel 1993 venne fondata un'azienda concorrente, la Maldivian Air Taxi, che offriva gli spostamenti verso gli atolli con idrovolanti, servizio che si rivelò essere preferito dai clienti e costringendo TMA a sostituire la flotta di elicotteri con gli idrovolanti. Al fine di rilanciarsi sul mercato, infatti, l'azienda venne rinominata in Hummingbird Island Airways nel 1997, introducendo degli idrovolanti Twin Otter alla sua flotta. Nel 1999 la flotta della compagnia consisteva esclusivamente in idrovolanti.

### Lo sviluppo con gli idrovolanti e gli ATR
Nel 2000, Hummingbird Island Airways cambiò nome in Trans Maldivian Airways. Negli anni seguenti TMA ha acquisito una flotta di 16 idrovolanti Twin Otter.
Nel 2006, TMA ha annunciato l'intenzione di acquisire 3 aerei ATR 42 per iniziare le operazioni agli aeroporti nazionali sparsi negli atolli. Il primo degli ATR è stato portato a Malé all'inizio del 2007, e le operazioni sono cominciate a Gan nell'agosto seguente per essere sospese solamente due anni dopo, nel 2009, a causa delle perdite e gli ATR vennero venduti.
Nel 2011 sono entrati in flotta i primi Twin Otter Series 400, portando la flotta della compagnia a 23 unità.

### La fusione con Maldivian Air Taxi
La Maldivian Air Taxi, fondata nel 1993, fu l'unico concorrente della TMA nel trasporto aereo tra gli aeroporti maldiviani e gli atolli turistici. Il 4 febbraio 2013, il fondo statunitense Blackstone Group annunciò l'acquisizione di entrambe le compagnie per formare una nuova società con una flotta composta da 44 idrovolanti, rendendola la più grande flotta di idrovolanti al mondo. La nuova società conserverebbe il marchio Trans Maldivian Airways, con un nuovo logo e una livrea che integra i colori di Maldivian Air Taxi.
La nuova società, in collaborazione con l'Autorità per i trasporti dei Maldive, annunciò di lanciare servizi di idrovolanti per ulteriori atolli abitati, in aggiunta a quelli già effettuati e quelli al servizio delle località turistiche.

## Flotta
La flotta di Trans Maldivian Airways è composta, a Marzo 2020, dai seguenti idrovolanti: